# The Polar Express (soundtrack)
The Polar Express (Original Motion Picture Soundtrack) is de originele soundtrack, geschreven door Glen Ballard en Alan Silvestri voor de film The Polar Express uit 2004 van Robert Zemeckis. Het album werd uitgebracht op 2 november 2004 door Warner Sunset Records en Reprise Records.
Het album bevat naast de originele liedjes (uitgevoerd door de cast) en filmmuziek van Ballard en Silvestri, ook kerstliedjes van diverse artiesten die ooit al eerder zijn uitgebracht en die in de film zijn gebruikt.
Het nummer "Believe" werd genomineerd voor beste originele nummer bij de 77ste Oscaruitreiking. Het werd gezongen tijdens de Oscaruitreikingshow door originele artiest Josh Groban met Beyoncé. Het nummer won een Grammy Award in 2006.
Het album werd in november 2007 door de RIAA gecertificeerd als goud. Met 724.000 verkochte exemplaren in de Verenigde Staten is het de bestverkochte hybride filmmuziek/vakantiealbum sinds Nielsen SoundScan in 1991 begon met het bijhouden van muziekverkopen.

## Tracklijst
| 1.                 | "The Polar Express" – Tom Hanks                                                            | Glen Ballard & Alan Silvestri   | 3:25 |
| 2.                 | "When Christmas Comes to Town" – Matthew Hall & Meagan Moore                               | Glen Ballard & Alan Silvestri   | 4:07 |
| 3.                 | "Rockin' on Top of the World" – Steven Tyler                                               | Glen Ballard & Alan Silvestri   | 2:35 |
| 4.                 | "Believe" – Josh Groban                                                                    | Glen Ballard & Alan Silvestri   | 4:18 |
| 5.                 | "Hot Chocolate" – Tom Hanks                                                                | Glen Ballard & Alan Silvestri   | 2:33 |
| 6.                 | "Spirit of the Season" – Alan Silvestri                                                    | Glen Ballard & Alan Silvestri   | 2:33 |
| 7.                 | "Seeing Is Believing" – Alan Silvestri                                                     | Alan Silvestri                  | 3:47 |
| 8.                 | "Santa Claus Is Comin' to Town" – Frank Sinatra                                            | Haven Gillespie & J. Fred Coots | 2:35 |
| 9.                 | "White Christmas" – Bing Crosby                                                            | Irving Berlin                   | 3:05 |
| 10.                | "Winter Wonderland" – The Andrews Sisters                                                  | Dick Smith & Felix Bernard      | 2:43 |
| 11.                | "It's Beginning to Look a Lot Like Christmas" – Perry Como with The Fontane Sisters        | Meredith Willson                | 2:40 |
| 12.                | "Silver Bells" – Kate Smith                                                                | Jay Livingston & Ray Evans      | 2:39 |
| 13.                | "Here Comes Santa Claus (Right Down Santa Claus Lane)" – Bing Crosby & The Andrews Sisters | Gene Autry & Oakley Haldeman    | 3:04 |
| 14.                | "Suite from the Polar Express" – Alan Silvestri                                            | Glen Ballard & Alan Silvestri   | 6:02 |
| Totale duur: 44:06 |                                                                                            |                                 |      |

## Prijzen en nominaties
| Jaar | Prijs                 | Categorie                                                                                 | Genomineerde(n)               | Uitslag     |
| ---- | --------------------- | ----------------------------------------------------------------------------------------- | ----------------------------- | ----------- |
| 2005 | Academy Award (Oscar) | Beste originele nummer (voor "Believe")                                                   | Glen Ballard & Alan Silvestri | Genomineerd |
| 2005 | Golden Globe Award    | Beste originele nummer (voor "Believe")                                                   | Glen Ballard & Alan Silvestri | Genomineerd |
| 2006 | Grammy Award          | Best Song Written for a Motion Picture, Television or Other Visual Media (voor "Believe") | Glen Ballard & Alan Silvestri | Gewonnen    |